# Criteuil-la-Magdeleine
Criteuil-la-Magdeleine is een gemeente in het Franse departement Charente (regio Nouvelle-Aquitaine) en telt 513 inwoners (1999). De plaats maakt deel uit van het arrondissement Cognac.

## Geografie
De oppervlakte van Criteuil-la-Magdeleine bedraagt 15,3 km², de bevolkingsdichtheid is 33,5 inwoners per km².
De onderstaande kaart toont de ligging van Criteuil-la-Magdeleine met de belangrijkste infrastructuur en aangrenzende gemeenten.

## Demografie
Onderstaande figuur toont het verloop van het inwonertal (bron: INSEE-tellingen).